# Рођени смо једнаки (књига)
Рођени смо једнаки је збирка радова и биографија чланова Савеза за церебралну и дечију парализу Србије коју је уредио Срђан Симеуновић, објављена 2008. године у издању "Савеза за церебралну и дечију парализу Србије" из Београда.

## О уреднику
Срђан Симеуновић Сендан је написао песме за неке од најпознатијих поп певача, музичара, глумца и хорова. Аутор је песама Рођени смо једнаки и Нежни цвет без латице, као песме солидарности са децом са инвалидитетом. 
Члан је и Удружења књижевника Србије и потпредседник Друштва књижевника Београда. Објавио је десет књига и уредник је књижевног часописа "Београдски троугао".

## О књизи
Књига представвља приказ стваралачких домета чланова Савеза за церебралну и дечију парализу Србије. Конципирана је као зборник радова. Приказано је стваралаштво различитих облика и обима, као и то да се ради о вошегенерацијском просеку креација особа са церебралном и дечијом парализом.
Књига је имала за циљ да покаже вољу и решеност особа са инвалидитетом да се укључе у стваралачке токове, и својим конретним уметничким, интелектуалним и спортским учешћем покажу и себи и другима да су способни да стварају.
Неки од најамбициознијих чланова, креатора, су захваљујући озбиљном и савесном раду учинили вредна дела. Поред свих недаћа и препрека, изградили су се као писци, научни радници, сликари, спортисти...Они су се нашли у овом зборнику.

### Биографије и радови чланова Савеза
У књизи су биографије и радови следећих чланова Савеза:
- др Љубомир Петровић
- Предраг Вукдсановић
- Академски сликар Катарина Јоцковић
- Миља Дергенц
- Жељко Дерета
- Јово Цветановски
- Драган Манасијевић
- Милица Ружичић - Новковић
- Татјана Дебељачки
- Бранка Антонијевић - Аника
- Милан В. Милутиновић
- Дубравка Кртинић
- Душан Ђуровић
- Бојана Димитријевић
- Драгана Катанић
- Гордан Глончак